# Xenoctenus gomezraggioi
Espèce
Xenoctenus gomezraggioi est une espèce d'araignées aranéomorphes de la famille des Xenoctenidae.

## Distribution
Cette espèce est endémique du département de Santa Cruz en Bolivie,. Elle se rencontre vers Santa Cruz de la Sierra.

## Description
Le mâle holotype mesure 15 mm et la femelle paratype 19 mm.

## Systématique et taxinomie
Cette espèce a été décrite par Carcavallo et Martínez en 1967.

## Étymologie
Cette espèce est nommée en l'honneur de Juan C. Gómez Raggio. 

## Publication originale
- Carcavallo & Martínez, 1967 : « Revision del genero Xenoctenus M. Leitão (Araneae. Ctenidae). » Segunda Jornada Entomoepidemiológica Argentina, vol. 1965, no 1, p. 75-82.